# ماجرای بلک پیتر
«ماجرای بلک پیتر» (به انگلیسی: The Adventure of Black Peter)، یکی از داستان‌های شرلوک هولمز اثر آرتور کانن دویل است. این داستان در مجموعه بازگشت شرلوک هولمز است. این داستان در اصل در کولیرز (ایالات متحده) در فوریه ۱۹۰۴ و در مارس ۱۹۰۴ میلادی در مجله استرند (بریتانیا) چاپ شد.

## طرح داستان

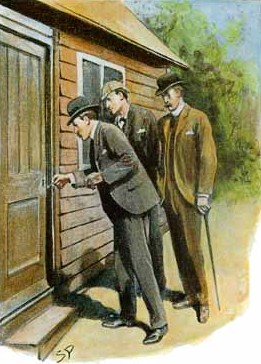
تصویر شرلوک هولمز در داستان "The Adventure of Black Peter

فارست رو در ویلد، صحنه قتل با یک نیزه می‌باشد و یک کاراگاه پلیس جوان به نام «استنلی هاپکینز» از هولمز که او را تقدیر نیز می‌کند، کمک می‌خواهد. نظر هولمز این بود که این بود که برای اینکه مردی را با نیزه زده و او را به دیوار پشتش فروکند قدرت و توانایی بسیاری مورد نیاز است.
پیتر کری، قربانی ۵۰ ساله استاد سابق «تک شاخ دریایی» داندی که با همسر و دخترش زندگی می‌کرد سابقه خشونت داشت و در خانه خانوادگی خود نمی‌خوابید و در یک کلبه کوچک که خودش ساخته بود و با خانه فاصله داشت زندگی می‌کرد. طراحی داخلی خانه را طوری دکور زده بود که شبیه به کابین ناخدا در کشتی به نظر برسد. این مکان جایی بود که او در حالی که نیزه خورده بود پیدا شد. هاپکینز نتوانسته بود هیچ شواهد فیزیکی یا رد پایی پیدا کند و یک کیسه کوچک تنباکو که از پوست فوک ساخته شده بود و حروف «پی.سی.» روی آن بود در صحنه پیدا شد که پر از تنباکوی قوی کشتی بود. این مسئله غیرمعمول بود زیرا «پیتر کری» یا همان‌طور که مردم او را صدا می‌زدند «بلک پیتر» به ندرت سیگار می‌کشید. حقیقتاً هاپکینز هیچ پیپی پیدا نکرد. کری در حالی که کامل لباس پوشیده بود پیدا شد. چیزی که به فکر خطور می‌کرد این بود که او منتظر یک ملاقات کننده بوده و آنجا مقداری عرق نیشکر به همراه دو لیوان کثیف بود. آنجا برندی و ویسکی نیز بود اما هر دو دست نخورده بودند. همچنین آنجا یک چاقو در غلافش در پای آقای کری بود. خانم کری تشخیص داد که آن چاقو متعلق به همسرش بوده. یک دفتر یادداشت کوچک نیز در صحنه پیدا شد که حروف مخفف «جی.اچ.ان.» و سال ۱۸۸۳ روی آن بود. در صفحه دوم حروف مخفف «سی.پی.آر.» نوشته شده بود که هولمز فکر می‌کند این حروف، حروف ابتدایی «راه‌آهن آرام کانادا» می‌باشد. اولین حروف مخفف احتمالاً مربوط به یک دلال سهام است زیرا دفترچه یادداشت پر از چیزهایی است که به نظر اطلاعات تبادلات سهام می‌باشد.
هولمز تصمیم می‌گیرد که هاپکینز را به سمت فورست همراهی کند و وقتی به آنجا می‌رسند هاپکینز مشاهده می‌کند که کسی تلاش به ورود به کابین کری کرده، اما ناموفق بوده‌است. بعد از بررسی داخل کابین، هرچند که دزد وارد کابین نشده، هولمز از روی نبود خاک در قفسه استنباط می‌کند که چیزی از قفسه برداشته شده‌است. شی دزدیده شده یک کتاب یا احتمالاً یک جعبه بوده‌است. هولمز معتقد است که دزد دوباره تلاش خواهد کرد و این بار یک شی کاربردی تر برای انجام این کار به همراه خواهد آورد؛ بنابراین آن شب هولمز، دکتر واتسون و هاپکینز، همگی آنجا خوابیده و منتظر دزد می‌شوند و ناامید هم نمی‌شوند. دزد بازمی‌گردد، وارد کابین می‌شود و به سمت یکی از قفسه‌های کتاب قدیمی می‌رود و زمانی که می‌فهمد که اطلاعاتی که می‌خواهد از میان کتاب پاره شده و گم شده ناسزا می‌گوید. همین که او کابین را ترک کرد، هاپکینز حرکت کرده و او را دستگیر می‌کند.
او جان «هاپلی نلیگان» (که نام او با حروف ابتدایی درون دفترجه یادداشت مطابقت دارد) پسر بانکدار ناموفقی بود که مدت زیادی ناپدید شده‌است. او ادعا می‌کند که به قفسه‌های کری برای آزمایش یک فرضیه نگاهٔ کرد. پدر او با یک جعبه پر از اوراق قرضه پس از شکست بانکش ناپدید شد. او آنها را با یک قایق تفریحی به نوروژ برده بود. او معتقد است که قایق پدرش احتمالاً در هوای بد به سمت شمال در دریای شمالی برده شده باشد و تک شاخ دریایی که کاپیتانش کری بود را ملاقات کرده باشد. همچنین معتقد است که کری چیزی در مورد ناپدید شدن پدر او می‌دانسته و ممکن است و این که پدرش توسط مردی که خودش الان قربانی قتل شده، به قتل رسیده باشد زیرا او رد برخی از اوراق قرضه بلند مدت پدرش را به کری گرفته بود. هاپکینز نلیگان را به ایستگاه برده هرچند که نلیگان قسم می‌خورد که هیچ ارتباطی با قتل ندارد. هولمز معتقد است که او راست می‌گوید، زیرا نلیگان مردی لاغر و کم‌خون است و به سختی قادر است نیزه‌ای را از بدن یک مرد فروکند.
هولمز با پیدا کردن قاتل واقعی به غیر معمول‌ترین شکل ممکن نلیگان را از دار زدن نجات می‌دهد. او برای یک نیزه انداز در منسب ناخدای دریا به نام بازیل آگهی می‌دهد. سه متقاضی کار در پلاک 221B «خیابان بیکر» مراجعه می‌کنند و قطعاً یکی از آنها قاتل پیتر کری است. همان‌طور که از اسمش مشخص بود، «پاتریک کایرنز» و این واقعیت که هولمز نشان داده بود که او زمانی همسفر دریایی کری بوده‌است. همچنین هولمز مطمئن بود که یک قاتل می‌خواهد برای مدتی کشور را ترک کند. هولمز کارینز بی‌خبر را پس از اینکه اعتراف می‌کند، دستبند می‌زند. در آزادی قبول می‌کند که کری را کشته‌است او با عصبانیت اینکه یک قتل بوده را رد می‌کند و ادعا می‌کند که دفاع شخصی بوده‌است. او در واقع در کابین کری بود تا از او حق‌السکوت اخاذی کند. پدر نلیگان قطعاً به تک شاخ دریایی با جعبه اوراق قرضه اش آمده بود و کری او را با پرت کردنش از کشتی به دریا در حالیکه معتقد بود کسی نمی‌بیند، کشته‌است. در حالیکه کاینرز شاهد این واقعه بوده‌است. در حالیکه کری در ابتدا قبول کرده بود که مبلغی بپردازد، زمانیکه کاینرز برای دریافت پول آمد، دیگر همه چیز فرق کرده بود. آن دو با یکدیگر نوشیدنی خوردند و در همان حین حال کری بد شد. زمانی که چاقویش را گرفت، کاینرز آن را تهدیدی دید و دست به کار شد. کاینرز جعبه اوراق قرضه را بررسی کرد ولی فهمید که برای او فروختن آنها غیرممکن بود، پس فرار کرده و کیسه کوچک تنباکوی خود را روی میز جا گذاشت.
عرق نیشکر یک سرنخ دیگر بود.
هولمز مطمئن بود که دست نخورده ماندن برندی و ویسکی، نشانه‌هایی است که او یک دریانورد است. نلیگان آزاد شده و اوراق قرضه به او بازگردانده شد، هرچند آنهایی را که کری فروخته بود غیرقابل باز پس‌گیری بودند.

## تاریخچه چاپ

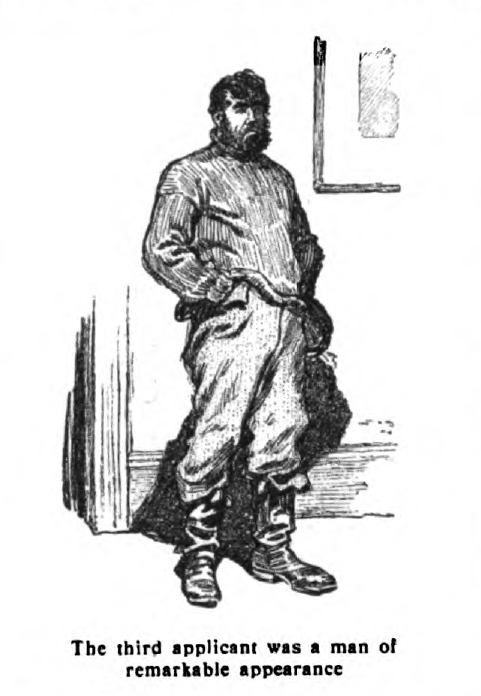
«پاتریک کایرنز»، نقاشی ۱۹۰۴ میلادی اثر «فردریک دور استیل» در کولیرز

«ماجرای بلک پیتر» در کلیرز در ۲۷ فوریه ۱۹۰۴ میلادی چاپ شد و در مجله استرند در مارچ ۱۹۰۴ میلادی در بریتانیا به چاپ رسید. ۶ تصویر از این داستان توسط «فردریک دور استیل» در کلیرز و ۷ تصویر دیگر توسط سیدنی پجت در استرند به چاپ رسید. این داستان به مجموعه داستان‌های بازگشت شرلوک هولمز اضافه گردید که در فوریه ۱۹۰۵ میلادی در ایالات متحده و در مارس ۱۹۰۵ میلادی در بریتانیا چاپ شد.

## ارجاعات
1. ↑  Cawthorne (2011), p. 122.
2. ↑  Smith (2014), p. 125.